# Sacerdote di Lione
Sacerdote (Lione, 487 – Parigi, 11 settembre 552) è stato il 27º vescovo di Lione a metà del VI secolo, venerato come santo dalla Chiesa cattolica.

## Biografia
Nel più antico catalogo episcopale lionese, contenuto in un evangeliario della metà del IX secolo, e redatto attorno agli anni 799-814, il nome del vescovo Sacerdote (Sacerdos) compare al 27º posto tra Leonzio, successore di san Lupo, documentato nel 538, e san Nicezio. Un altro antico catalogo, riportato da Hugues di Flavigny nella sua Chronica universalis, aggiunge questa nota storica: S. Sacerdos, tempore Childeberti. Un terzo catalogo, più recente, aggiunge un'ulteriore informazione, relativa ad alcune chiese fatte costruire da Sacerdote: Sacerdos ecclesiam s. Pauli et s. Eulaliae.
La vita di san Sacerdote è nota grazie alle informazioni riportate da Gregorio di Tours; a quelle contenute nel suo epitaffio, di cui si conosce una trascrizione medievale e un frammento dell'originale, scoperto nel 1883; e ad alcuni frammenti di una Vita, oggi andata perduta.
Sacerdote nacque nel 487 a Lione da una famiglia patrizia; era sposato ed aveva un figlio, che fu sepolto con lui; era lo zio di san Nicezio, suo successore sulla cattedra di Lione. Non si conosce l'anno esatto in cui divenne vescovo di Lione, che è compreso nel periodo tra il 538 e il 549. In quest'ultimo anno Sacerdote presiedette un concilio, celebrato il 28 ottobre ad Orléans, durante il quale fu ratificata l'erezione di un ospedale a Lione, voluto dal re Childeberto I e da sua moglie Ultrogota.
Secondo i cataloghi episcopali lionesi, l'episcopato di Sacerdote si svolse interamente durante il regno di Childeberto I (534-558); alla sua azione si deve la costruzione, o piuttosto il restauro, di due chiese cittadine, la chiesa di San Paolo e quella di Sant'Eulalia, in seguito dedicata a San Giorgio, dipendente da un monastero femminile. Di queste chiese esiste una relazione fatta da Leidrado di Lione (circa 798-816) a Carlomagno, e ai lavori di costruzione si riferiscono i frammenti medievali della Vita di san Sacerdote.
Gregorio di Tours racconta gli ultimi istanti della vita di san Sacerdote. Recatosi a Parigi nel 552 per un concilio che doveva regolare i problemi sorti sulla sede parigina dopo la deposizione del vescovo Saffaraco, Sacerdote si ammalò e non poté prendere parte alla riunione e firmarne gli atti. Sul letto di morte, Sacerdote ottenne dal re Childeberto che suo successore sulla cattedra di Lione fosse il nipote Nicezio.
Secondo il testo dell'epitaffio, Sacerdote morì l'11 settembre 552, e poco tempo dopo i suoi resti furono traslati a Lione e sepolti nella chiesa degli Apostoli, in seguito dedicata a san Nicezio.

## Culto
La più antica attestazione liturgica del vescovo Sacerdote si trova nel Martirologio geronimiano (V-VI secolo), dove la sua celebrazione è posta al 12 settembre. Alla medesima data il santo è menzionato nel Martirologio di Lione e nel Martirologio Romano redatto dal Baronio.
L'odierno martirologio, riformato a norma dei decreti del Concilio Vaticano II, ha spostato la sua commemorazione alla data dell'11 settembre, dove il santo vescovo è ricordato con queste parole: